# Kung Paos kyckling

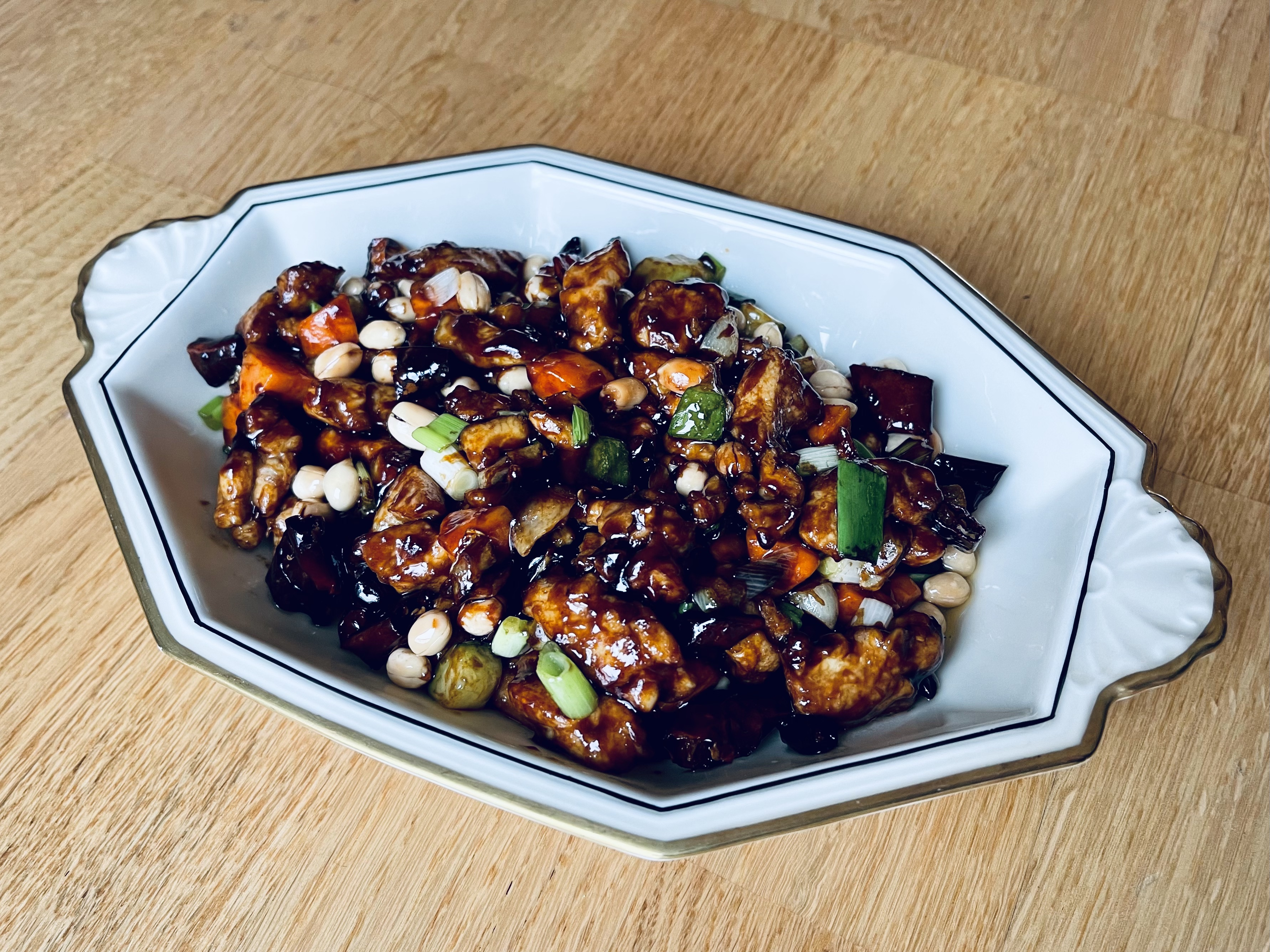
Kung Paos kyckling

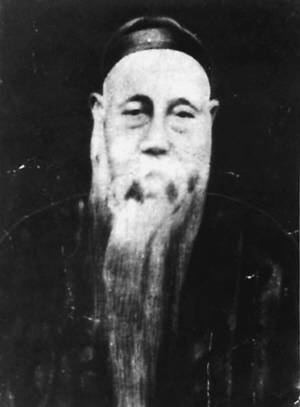
Ding Baozhen, som har namngivit Kung Paos kyckling

Kung Paos kyckling eller Gong Bao Ji Ding (宫保鸡丁; 宮保雞丁; gōngbǎojīdīng) är en världskänd kinesisk maträtt huvudsakligen bestående av wokad tärnad kyckling med chili.  Det traditionella ingredienserna är tärnad kycklingfile, torkad chili, sichuanpeppar, vit salladslök, ingefära, vitlök, jordnötter i sötsur sår, vilket är en typisk smakkombination från Sichuan.
Tillredningsmetoden är att alla ingredienser läggs i woken i tur och ordning (小炒, 'liten wok' ). Rätten är känd som att tillhöra det sichuanesiska köket, men dess ursprung är omtvistat. Rätten har utöver sichuanesiska köket även relation till både såsstekt kyckling från Shandongköket och pepparstekt kyckling från Guizhou. Rätten är ofta associerad till kinesisk mat anpassad för västvärlden, men den har genuint kinesiskt ursprung.
Ämbetsmannen Ding Baozhen från Guizhou som var aktiv på 1800-talet har gett namnet till maträtten, som betyder 'Palatsvaktens kyckling' med tillägget Ding. Ding var känd även som gastronom, och serverade ofta sin favoriträtt wokad kyckling när han hade gäster. 1867 blev han utsedd till guvernör i Sichuan. Hans lokala kock adderade då torkad chili, sichuanpeppar, socker och vinäger till Ding Baozhens rätt.
Kung Paos kyckling är även populär i västvärlden, och då ibland varianter där torkad chili ersätts med spansk peppar, ingen sichuanpeppar och influenser från Kantonesiska köket såsom hoisinsås. Donald Trump serverades Kung Paos kyckling när han besökte Kina 2017, och kinesiska rymdfarare äter rätten i rymden.